# José Peter
José Peter (Estación Lazo, Entre Ríos, 13 de septiembre de 1895 - Buenos Aires, íd. 4 de septiembre de 1970) fue un sindicalista argentino, perteneciente al comunismo. Líder y fundador de la Federación Obreros de la Industria de la Carne (FOIC) en 1931 y de la Federación Obrera de la Alimentación en 1937. Fue uno de los dirigentes sindicales más importantes anteriores al surgimiento del peronismo en 1945.

## Biografía
Comenzó a actuar sindicalmente en 1927 en el sindicato del frigorífico de Zárate, donde trabajaba.
Las bases sobre las que Peter organizó la Federación Obreros de la Industria de la Carne (FOIC) fueron los sindicatos de la carne de los frigoríficos de Berisso y de Zárate, ambos en la Provincia de Buenos Aires.
En 1939 formó parte, como vocal, del primer Comité Central Confederal de la Confederación General del Trabajo (CGT). Pero al año siguiente fue separado, junto a otros comunistas, en el marco del agravamiento entre el socialismo y el comunismo en el seno de la CGT.
En la década del 40 mantuvo fluidas relaciones con el gobierno conservador de la Provincia de Buenos Aires y en particular con el gobernador Rodolfo Moreno. Al dividirse la CGT en 1942, como todos los sindicatos dirigidos por el comunismo, pasó a integrar la CGT Nº2.
La dictadura surgida del golpe de Estado del 4 de junio de 1943 lo detuvo el 6 de junio de 1943 y fue recluido sin proceso en la cárcel de Neuquén. El 2 de octubre de 1943 comenzó una huelga de los trabajadores de frigoríficos exigiendo su libertad y Perón ordenó su traslado inmediato en un avión militar a Buenos Aires, donde se entrevista con el coronel Domingo Mercante y convienen que se levante la huelga a partir del día 4 a cambio de que no se produjeran despidos. El día 3 una multitud de trabajadores de la carne aclamó a Peter en el estadio de Sportivo Dock Sud y la asamblea celebrada en el lugar levantó la huelga. Como Peter "se mostró inconmovible a la seducción del coronel", el gobierno el 21 de octubre allanó los locales sindicales y la FOIC fue clausurada y el 13 de febrero de 1944, disuelta. Peter fue detenido en los calabozos de la Policía Federal Argentina y al año siguiente es deportado a Montevideo.
Ferrero da una versión distinta, pues atribuye la huelga a un pedido de mejoras y dice que Perón presionó a los frigoríficos para que aceptaran los reclamos del sindicato. El hecho fue de gran importancia porque produjo la adhesión de gran cantidad de dirigentes sindicales, que en ese momento aún se encontraban dubitativos, a una estrategia de alianzas con Perón y Mercante.
A fines de 1943, la CGT Nº1 creó un sindicato de la carne paralelo al que dirigía Peter, con el nombre de Sindicato Autónomo de la Industria de la Carne, dirigida por Cipriano Reyes. Reyes, un adherente al peronismo en formación, fue desplazando gradualmente a Peter y la FOIC. En las elecciones de 1946, el Partido Comunista, que mantuvo una posición opuesta frontalmente al peronismo, no obtuvo ningún representante parlamentario, iniciando tanto política como sindicalmente un proceso de decadencia y pérdida de importancia. En ese proceso la FOIC terminó por desaparecer.

## Obra
- Historias y luchas de los obreros de la carne (1947). Buenos Aires: Ed. Anteo
- Crónicas proletarias (1968). Ediciones Esfera. Buenos Aires.

## Impacto en la cultura
La novela Sin tregua (1975) de Raúl Larra, sobre el trabajo y las luchas sindicales de los obreros de la carne en Argentina, está inspirada en la vida de —y dedicada a— José Peter.